# 클로디아 더밋
클로디아 더밋(Claudia Doumit, 1992년 4월 21일 ~ )은 오스트레일리아의 배우이다.

## 출연 작품

### 영화
- 녀석들의 졸업백서 (2018) - 제시카 역
- 어디갔어, 버나뎃 (2019) - 아이리스 역
- 국가 원수 (2025)

### 텔레비전
- 타임리스 (2016-18) - 지야 역
- 더 보이즈 (2020-24) - 빅토리아 뉴먼 역
- 젠 V (2023) - 빅토리아 뉴먼 역
- 시크릿 레벨 (2024) - 레일라 역 (목소리)